# Will Eisner
William Erwin Eisner (Brooklyn, Nueva York, 6 de marzo de 1917-Lauderdale Lakes, Florida, 3 de enero de 2005) fue un influyente historietista estadounidense, creador del personaje The Spirit en 1941 y popularizador del concepto de novela gráfica a partir de 1978. Además de su carrera como historietista, Eisner enseñó las técnicas del cómic en la Escuela de Artes Visuales de Nueva York, y escribió dos obras fundamentales acerca de su creación: El cómic y el arte secuencial (Comics and Sequential Art, 1985) y La narración gráfica (Graphic Storytelling and Visual Narrative, 1996).
La obra de Eisner tuvo una importancia decisiva para sacar al medio de su confinamiento como medio de entretenimiento para niños y adolescentes. En su honor se crearon en 1988 los Premios Will Eisner, entregados anualmente en la Convención Internacional de Cómics de San Diego (California).

## Biografía

### Infancia y juventud (1917-36)
Eisner nació en Williamsburg, Brooklyn en el seno de una familia de origen judío, y pasó su infancia y juventud en Nueva York. Mientras estudiaba en el instituto DeWitt Clinton, en el Bronx, colaboró con su amigo Bob Kane en la revista escolar. En 1936 entró con él a formar parte del equipo de la revista Wow, What a Magazine!, dirigida por Samuel "Jerry" Iger. Eisner dibujó para esta publicación varias historietas: la serie de aventuras Captain Scott Dalton; la historieta de piratas The Flame, que firmaba con el seudónimo de "Erwin"; y la historia de espionaje Harry Karry, con el seudónimo de Bill Rensie.

### El Eisner-Iger Studio (1937-39)
Tras el cierre de Wow, Eisner se asoció con "Jerry" Iger para fundar el Eisner-Iger Studio, célebre taller que produjo numerosos cómics para el extranjero y para editoriales norteamericanas de revistas. En el estudio de Eisner e Iger trabajaron grandes de la historieta como Bob Kane o Jack Kirby. La serie más relevante creada por Eisner en esta época fue la historia de piratas Hawks of the Seas. Otras historietas creadas por Eisner en este período, que se prolongó hasta 1939, fueron: K-51 (de intriga), Muss'Em Up Donovan (de personaje justiciero), The Brothers Three (ambientada en la India colonial), Black Ace (espionaje) y Wild Tex Martin (western). Creó también el personaje de Sheena, trasunto femenino de Tarzán, aunque la serie fue dibujada por Mort Meskin. Hay que resaltar que Eisner consiguió conservar "los derechos de todos sus personajes, algo impensable en la época de los todopoderosos medios sindicados".

### The Spirit (1939-52)

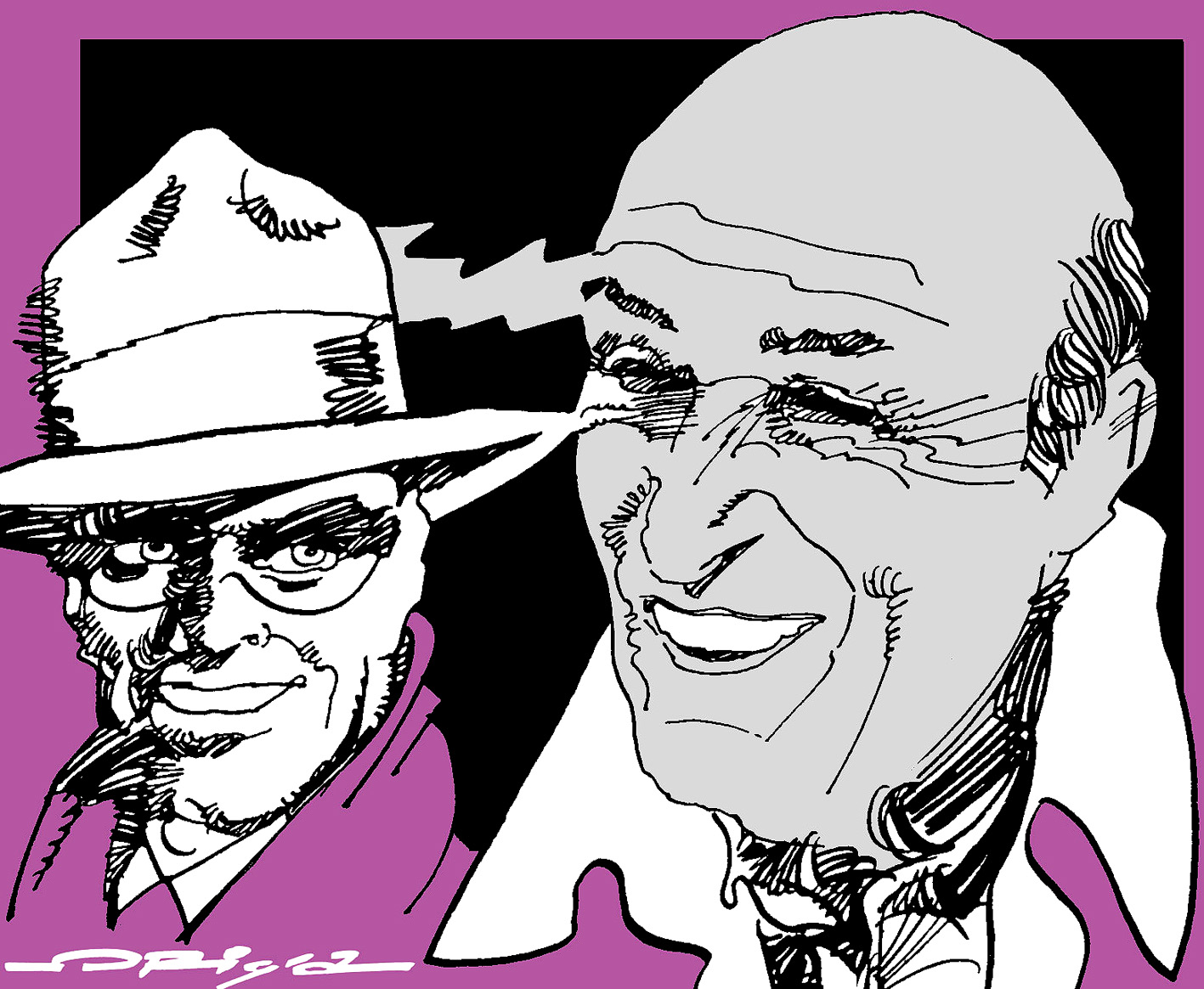
Retrato del autor, con The Spirit a la izquierda.

Al finalizar la década, Eisner e Iger dividieron su sociedad. Iger pasó a ser director de publicaciones de la editorial de comic-books Fiction House, y Eisner se dedicó a realizar comic-books para la editorial Quality Comics Group. Para el dibujante Lou Fine, creó Doll Man, serie protagonizada por un superhéroe diminuto, y The Black Condor, con un superhéroe volador. Eisner comenzó a producir historietas de un nuevo formato que aunaba la tira de prensa y el comic-book: un suplemento dominical de prensa de 16 páginas, donde figuraban tres historias de varias páginas cada una. Apareció por primera vez el 2 de junio de 1940, y en principio incluía The Spirit, Lady Luck (con guion de Eisner y dibujos de Chuck Mazouijan) y Mr. Mystic (guion de Eisner y dibujos de Bob Powell).
The Spirit es la historia de un detective enmascarado, Danny Colt, un héroe sin superpoderes que protege del crimen a los habitantes de la ciudad imaginaria Central City. La serie llamó pronto la atención de la crítica por lo inusual de sus encuadres, casi cinematográficos, por sus efectos de luz y sombras, y por sus innovadoras técnicas narrativas. El 13 de octubre de 1941 The Spirit empezó a publicarse también como tira diaria. Eisner, sin embargo, dejó de dibujar la serie en 1942 al ser movilizado con motivo de la Segunda Guerra Mundial. En el ejército el talento de Eisner fue aprovechado para producir pósteres, ilustraciones e historietas propagandísticas.
La serie The Spirit, que había continuado en su ausencia, dibujada por otros artistas, fue retomada por Eisner en 1945. Como tira dominical su existencia se prolongó hasta el 28 de septiembre de 1952. Es la obra más importante de Eisner, y uno de los clásicos indiscutibles de la historieta mundial.

### American Visuals Corporation (1952-77)
Al mismo tiempo que dibujaba The Spirit, Eisner fundó la American Visuals Corporation, empresa dedicada a la creación de cómics, viñetas humorísticas e ilustraciones, que pronto absorbió la mayor parte de su tiempo, apartándole de la creación historietística. Sólo cuando el editor neerlandés Olaf Stoop reeditó The Spirit, a comienzos de los años 70, renovando el interés por la obra de Eisner, este volvió a interesarse por la historieta.

### El regreso al medio (1978-2005)
En 1978, Eisner empieza a publicar con regularidad lo que denomina novelas gráficas: Contrato con Dios (A Contract With God), que narra cuatro historias acerca de la vida en el Bronx en los años 30; la parábola de ciencia ficción Life on Another Planet (1978), las semiautobiográficas El soñador (The Dreamer, 1986) y Viaje al corazón de la tormenta (To the Heart of the Storm, 1991) y los agudos comentarios sobre la vida moderna El edificio (The Building, 1987) e Invisible People (1991-92), por citar sólo algunas. En palabras de Ricardo Aguilera y Lorenzo Díaz

Estos relatos costumbristas, rebosantes de ternura por la condición humana, nos devuelven al maestro en un período de serenidad, madurez e infinito dominio del cómic.

Un mes antes de su muerte concluyó la que ha sido considerada su obra más política, La conspiración (The Plot, 2005), una suerte de ensayo gráfico sobre la historia del opúsculo antisemita Protocolos de los sabios de Sion. Murió debido a un infarto al corazón.

## Premios
- 1995 Premio Haxtur como "Mejor Historia Larga": La Avenida Dropsie
- 1995 Premio Haxtur (España-Gijón) al "Autor que Amamos" en el Salón Internacional del Cómic del Principado de Asturias
- 2002 Premio Haxtur (España-Gijón) a la "Mejor Historia Corta" por "Un anillo de boda especial" en el Salón Internacional del Cómic del Principado de Asturias